# نظام ملی نوآوری
سیستم ملی نوآوری(به انگلیسی: National System of Innovation - NSI) که به اشتباه نظام ملی نوآوری خوانده می شود، یک سیستم مدیریت نوآوری فرا سازمانی و در مقیاس کلان و کشوری است که به نقش مجموعه سازمان‌ها مانند دانشگاهها، موسسات پژوهشی، پارک‌های فناوری، مراکز تحقیق و توسعه، مراکز صنعتی و غیره در فرایندهای نوآوری و رابطهٔ تعاملی آنها در این خصوص می‌پردازد. نظام ملی نوآوری زیر نظام‌های متعددی مانند نظام ملی پژوهش، نظام ملی خلاقیت، نظام ملی مالکیت فکری، نظام ملی مدیریت فناوری و همچنین نظام‌های محلی یا منظقه‌ای نوآوری را شامل می‌گردد.
دکتر محمدعلی نژادیان مدرس دانشگاه علوم پزشکی آزاد اسلامی تهران، نظام ملی نوآوری را اینگونه تعریف می‌کند: نظام ملی نوآوری عبارت است از سیاست‌ها، تعاملات و رفتارهای متقابل بین سه‌گانه صنعت (بخش خصوصی)، دانشگاه‌ها و مراکز تحقیقاتی و دولت که منجر به (توسعه، خلق، انتقال، اصلاح و انتشار) فناوری‌های جدید می‌شود. در واقع سرعت و جهت نوآوری به بازیگران و فعالیت‌های آن‌ها ربط دارد و تحت تاثیر محیط‌های سیاسی، فرهنگی، اقتصادی و اجتماعی است. نظام ملی نوآوری دارای همان اهمیتی برای آمریکا است که منابع طبیعی، سرمایه انسانی و سرمایه‌ی فیزیکی درگذشته برای رشد اقتصادی این کشور مهم بوده است.
مفهوم نظام نوآوری را اولین بار، فریمن در سال 1982 و با الهام از نظریات لاندوال به کار برده است. او با مطالعه سیستم نوآوری ژاپن ملاحظه نمود که سازمان‌های تحقیق و توسعه، بنگاه‌های صنعتی، و سازمانهای دولتی ژاپن در یک رابطه متقابل با یکدیگر، و در یک چارچوب و بستر نهادی موجبات توسعه فناوری را فراهم آورده‌اند. وی نظام نوآوری را شبکه‌ای از موسسات عمومی و خصوصی می‌داند که حاصل فعالیت ها و تعامل های آنان به خلق انتقال اصلاح و انتشار فناوری های جدید منجر می‌شود.  او مجموعه‌ی این عوامل را در ذیل مفهوم نظام ملی نوآوری مطرح کرده و سامان‌دهی این سیستم را به عنوان یکی از عوامل اصلی مؤثر در توسعه کشورها معرفی می‌نماید. در واقع فریمن نوآوری را حاصل فرایندی غیر خطی می‌داند که شبکه‌ی درهم‌تنیده‌ای از عوامل، در شکل‌گیری آن ایفای نقش می‌نمایند.